# IL2RA
IL2RA (англ. Interleukin 2 receptor subunit alpha) – білок, який кодується однойменним геном, розташованим у людей на короткому плечі 10-ї хромосоми. Довжина поліпептидного ланцюга білка становить 272 амінокислот, а молекулярна маса — 30 819.
| 10         |  | 20         |  | 30         |  | 40         |  | 50         |
| ---------- |  | ---------- |  | ---------- |  | ---------- |  | ---------- |
| MDSYLLMWGL |  | LTFIMVPGCQ |  | AELCDDDPPE |  | IPHATFKAMA |  | YKEGTMLNCE |
| CKRGFRRIKS |  | GSLYMLCTGN |  | SSHSSWDNQC |  | QCTSSATRNT |  | TKQVTPQPEE |
| QKERKTTEMQ |  | SPMQPVDQAS |  | LPGHCREPPP |  | WENEATERIY |  | HFVVGQMVYY |
| QCVQGYRALH |  | RGPAESVCKM |  | THGKTRWTQP |  | QLICTGEMET |  | SQFPGEEKPQ |
| ASPEGRPESE |  | TSCLVTTTDF |  | QIQTEMAATM |  | ETSIFTTEYQ |  | VAVAGCVFLL |
| ISVLLLSGLT |  | WQRRQRKSRR |  | TI         |  |            |  |            |

A: Аланін

C: Цистеїн

D: Аспарагінова кислота

E: Глутамінова кислота

F: Фенілаланін

G: Гліцин

H: Гістидин

I: Ізолейцин

K: Лізин

L: Лейцин

M: Метіонін

N: Аспарагін

P: Пролін

Q: Глутамін

R: Аргінін

S: Серин

T: Треонін

V: Валін

W: Триптофан

Кодований геном білок за функцією належить до рецепторів. 
Задіяний у такому біологічному процесі, як імунітет. 
Локалізований у мембрані.